# John O'Hara
John O'Hara (Liverpool, 1962) è un arrangiatore e tastierista britannico.

## Biografia
John O'Hara è un tastierista ed arrangiatore orchestrale britannico. Attualmente fa parte della band solista del leader del gruppo progressive rock inglese Jethro Tull, Ian Anderson.
Nato e cresciuto a Liverpool, è figlio di un musicista, fondatore del gruppo Candlewick Green, e di una casalinga. La sua famiglia si spostò presto nel nord del Galles, dove frequentò il Royal Northern College of Music, studiando le percussioni ed il pianoforte. Musicalmente si unì, in seguito, al padre in un'orchestra gallese, suonandovi per diversi anni.
Successivamente raggiunse la Rambert Dance Company, dove suonò le percussioni per cinque anni; dopodiché, divenne un musicista freelance. O'Hara incontrò il leader dei Jethro Tull Ian Anderson intorno al 2002; suonò le tastiere per il tour di Anderson dal titolo Rubbing Elbows dello stesso anno, ed in seguito divenne l'arrangiatore orchestrale e tastierista per gli show orchestrali di Anderson.
Dopo la partenza del precedente tastierista dei Tull Andrew Giddings, Ian Anderson invitò John O'Hara nella band. O'Hara accettò e divenne il tastierista della band (2007), diventando il più stretto collaboratore di Ian Anderson sia nell'attività da solista che in quella con il gruppo.
O'Hara ha anche composto, su commissione, un totale di tre opere per ragazzi per il Welsh National Opera. È anche un docente dell'Università di Bath e di Bristol.
Nel 2012 ha partecipato alla realizzazione dell'album di Ian Anderson Thick as a Brick 2, sequel dello storico album dei Jethro Tull Thick as a Brick (1972) e nel 2014 è nuovamente presente nel sesto disco solista di Anderson Homo Erraticus.

## Discografia
- Rupi's Dance - Ian Anderson (2003)
- Ian Anderson Plays the Orchestral Jethro Tull - Ian Anderson (2005)
- Jethro Tull Live - Christmas at St Bride's 2008 - Jethro Tull (2009)
- Live at AVO Session Basel - Jethro Tull (2009)
- Thick as a Brick 2 - Ian Anderson (2012)
- Homo Erraticus - Ian Anderson (2014)
- Thick as a Brick - Live in Iceland - Ian Anderson (2014)
- Jethro Tull - The String Quartets - Ian Anderson (2017)
- The Zealot Gene - Jethro Tull (2022)
- RökFlöte - Jethro Tull (2023)
- Curious Ruminant - Jethro Tull (2025)

## Solista
- Power and Motion, 1995